# David Molina
David Molina (14 maart 1988) is een Hondurees voetballer, die sinds 2006 in eigen land als verdediger onder contract staat bij CD Motagua uit de hoofdstad Tegucigalpa.

## Interlandcarrière
Molina maakte deel uit van de Hondurese selectie die deelnam aan de Olympische Zomerspelen 2008 in Peking, en in de groepsfase werd uitgeschakeld na drie nederlagen op rij. Hij maakte zijn debuut voor de nationale A-ploeg op 24 mei 2008 in een vriendschappelijke wedstrijd tegen Belize.